# Завод лінійного алкілбензену в Александрії (E-LAB)
Завод лінійного алкілбензену в Александрії (E-LAB) – виробничий майданчик на півночі Єгипту. 
Завод, що почав роботу в 2009 році, належить компанії Egyptian Linear Alkyl Benzene Company(E-LAB). Власниками останньої є майже виключно компанії та інституції державного сектору – 52,54% у представників нафтогазової галузі (нафтохімічний холдинг ECHEM, газова EGAS, нафтова EGPC), 34,15% у National Investment Bank, 13,11% у Міністерства фінансів. 
Завод виробляє лінійний алкілбензен (лінійний алкілбензол, LAB), що є основою для продукування алкілбензенсульфонату (широко використовується при продукуванні сучасних миючих засобів). Технологія, яку придбали у відомої американської інжинірингової компанії Universal Oil Products (UOP, наразі складова концерну Honeywell UOP), передбачає такі етапи, як: 
- сепарацію лінійних алканів з гасу (модуль UOP Molex);
- селективну дегідрогенізацію лінійних алканів у лінійні олефіни (модуль UOP Pacol);
- конверсію отриманих лінійних діолефінів у олефіни з метою збільшення виходу цільового продукту (модуль UOP Define);
- очистку отриманої суміші від ароматичних вуглеводнів (модуль UOP PEP);
- алкілювання олефінів бензеном (модуль UOP Detal).
Сировину – керосин та бензен – постачають александрійські нафтопереробні заводи компаній  Alexandria Petroleum Company (APC) та Ameriya Petroleum Refining Company (APRC).
Первісно майданчик міг що річно продукувати 100 тисяч тонн лінійного алкілбензену та, як супутній продукт, 6,5 тисяч тонн важкого алкілбензену (HAB, використовується у мастильних матеріалах та як специфічний теплоносій). В 2022-му провели модернізацію, унаслідок якої потужність по лінійному алкілбензену виросла до 135 тисяч тонн на рік (є відомості, що проект, зокрема, передбачав установку конверсії важкого алкілбензену в лінійний алкілбензен з продуктивністю 5,6 тисяч тонн на рік).